# Люк (верхний приток Чепцы)
Люк — река в России, протекает в Удмуртии. Левый приток Чепцы.

## Описание
Длина реки 16 км, площадь водосборного бассейна 67 км². Протекает в лесистой местности. Исток в лесах на крайнем западе Дебёсского района, в 1,8 км к востоку от деревни Люквыр. От истока течёт на запад к упомянутой деревне, затем поворачивает на северо-восток (эта часть течения проходит по Игринскому району). Далее протекает вдоль деревень Котегурт и Косолюк и поворачивает на север. Впадает в Чепцу по левому берегу в 409 км от её устья.
Основной приток: Изнегвайка (впадает справа у Котегурта).
В верховьях в бассейне расположена малая деревня Искалмувыр.

## Данные водного реестра
По данным государственного водного реестра России относится к Камскому бассейновому округу, водохозяйственный участок реки — Чепца от истока до устья, речной подбассейн реки Вятка. Речной бассейн реки — Кама.
Код объекта в государственном водном реестре — 10010300112111100032615.